# M. Lucia Vázquez
M. Lucia Vázquez-Villagrán ( 1954) es una profesora, y botánica mexicana- estadounidense, que se desempeña académicamente en la Universidad de Illinois en Springfield.

## Algunas publicaciones
- m. lucia Vázquez, kevin clark Nixon. 2013. Taxonomy of Quercus crassifolia (Fagaceae) and morphologically similar species in Mexico. Brittonia 65 (2): 208-227.

- m. lucia Vázquez, s. Valencia a., kevin c. Nixon. 2004. Notes on red oaks (Quercus sect. Lobatae) in eastern Mexico, with description of a new species, Quercus hirtifolia (enlace roto disponible en Internet Archive; véase el historial, la primera versión y la última).. Brittonia 56 (2): 136-142.

### Libros
- 2001. Molecular and Morphological Studies on Mexican Red Oaks (Quercus Sect. Lobatae). Ed. Cornell University, 576 p.

## Honores
- Sociedad Americana de taxónomos de plantas
- Sociedad Botánica de América

### Epónimos
- (Piperaceae) Peperomia vazquezii G.Mathieu & Verg.-Rodr.[3]